# 1753 год в науке
В 1753 году произошли различные научные и технологические события, некоторые из которых представлены ниже.

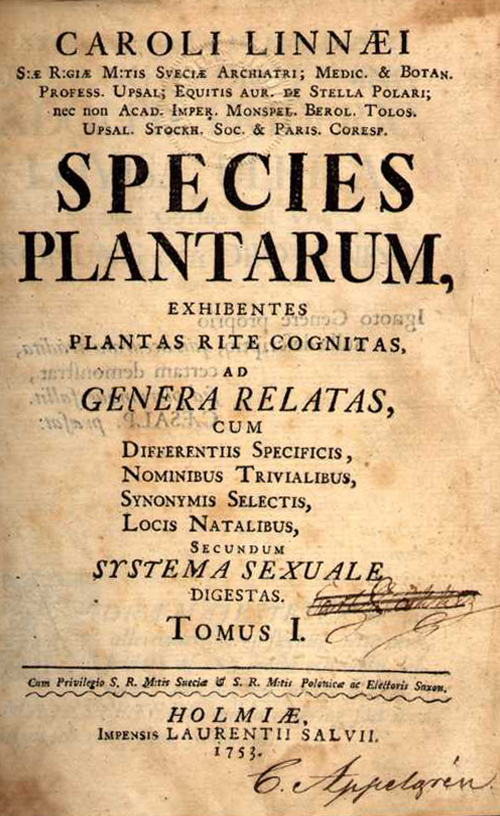
Species Plantarum

## События
- 1 мая — условная дата опубликования работы Карла Линнея Species Plantarum. Эта дата принята за исходный пункт ботанической номенклатуры.[1]

## Награды
- Медаль Копли: Бенджамин Франклин, американский учёный.[2]

## Родились
- 26 марта — Бенджамин Румфорд, англо-американский учёный и изобретатель.
- 28 апреля — Франц Ахард, немецкий (прусский) физик, химик, биолог и технолог.
- 13 мая — Лазар Карно, французский математик, предложивший термин «Комплексное число».[3]

## Скончались
- 14 января — Джордж Беркли, английский философ.
- 6 августа — Георг Рихман, русский физик.